# Écoche
 Écoche  es una población y comuna francesa, situada en la región de Ródano-Alpes, departamento de Loira, en el distrito de Roanne y cantón de Belmont-de-la-Loire.

## Demografía
| 402 | 345 | 308 | 353 | 371 | 413 |
| Para los censos de 1962 a 1999 la población legal corresponde a la población sin duplicidades (Fuente: INSEE [Consultar]) |     |     |     |     |     |